# Кълъмбъс (Мисисипи)
Вижте пояснителната страница за други значения на Колумбус.
Кълъмбъс (на английски: Columbus) е град в щата Мисисипи, административен център на окръг Лаундис.
Намира се на левия бряг на река Томбигби, на 100 km южно от Тюпело. Населението на града е 24 041 души (по приблизителна оценка от 2017 г.)
Основан е от оцелелите жители на унищожено от наводнение селище на другия бряг на реката през 1821 г.
В Кълъмбъс е роден писателят Тенеси Уилямс (1911 – 1983).
Градът е седалище на Мисисипския университет за жени, първото държавно висше учебно заведение за жени в САЩ.